# Matelea liesneri
Matelea liesneri är en oleanderväxtart som beskrevs av G. Morillo. Matelea liesneri ingår i släktet Matelea och familjen oleanderväxter. Inga underarter finns listade i Catalogue of Life.